# Cleora oligodranes
Cleora oligodranes là một loài bướm đêm trong họ Geometridae.